# اندولیماکس
اندولیماکس نام یک سرده از فرمانرو آمیبوزوا است که در لولهٔ گوارش جانوران مختلف دیده شده و شامل گونهٔ اندولیماکس نانا است که در انسان یافت شده‌است. در ابتدا تصور می‌شد که این تک‌یاخته غیر بیماری‌زا است، اما مطالعات اخیر مشخص کرد که می‌تواند باعث اسهال مزمن و شدید شود.